# Hondryches nigriciliata
Hondryches nigriciliata là một loài bướm đêm trong họ Noctuidae.